# Grupo Recreativo Cruzado Canicense
O Grupo Recreativo Cruzado Canicense é um clube português, localizado na cidade do Caniço (concelho de Santa Cruz), na Região Autónoma da Madeira.

## Link
- Site oficial do Cruzado Canicense